# SuperLiga (Serbien)
Die Mozzart Bet Super Liga Srbije (SLS), gewöhnlich Super Liga, ist die höchste Spielklasse im serbischen Fußball. Sie wurde mit der Saison 2006/2007 nach der Auflösung des Staatenbundes Serbien und Montenegro gebildet. Davor war die Prva liga die höchste Spielklasse. Hauptsponsor war von Anfang der Saison 2008/09 bis Ende der Saison 2014/15 die Apatinska pivara, eine Brauerei nach deren bekanntestem Bier, das Jelen pivo, die Liga offiziell Jelen Super liga (JSL) hieß.
Zuvor spielten serbische Vereine in den Wettbewerben des Königreichs Serbien (1882–1918) und Jugoslawiens (1918–2003), die erfolgreichsten vor allem in der 1. jugoslawischen Liga, die 1923 startete und bis 1992 stattfand. Nach der Auflösung 1945 gegründeten Sozialistischen Jugoslawien 1992 wurde im selben Jahr die Bundesrepublik Jugoslawien gegründet, welche nur noch aus den Teilrepubliken Serbien und Montenegro bestand. Sie behielt den Namen Jugoslawien bis 2003, als das Land seinen Namen in Serbien und Montenegro änderte. Diese Staatenbund wurde jedoch 2006 aufgelöst. Somit spielten die besten serbischen Klubs von 1992 bis 2006 in der Prva liga der Bundesrepublik bzw. in der von Serbien und Montenegro.
Nach Auflösung des Sozialistischen Jugoslawien wurde Serbien alleiniger Rechtsnachfolger der 1992 gegründeten Bundesrepublik Jugoslawien. Somit ist seit 2006 die höchste Liga ausschließlich für Mannschaften aus Serbien bestimmt, die seitdem als Superliga bezeichnet wird. Dementsprechend werden auch alle ab 1923 gewonnenen Meisterschaftstitel serbischer Vereine in Fußballwertungen gezählt. Rekordmeister ist Roter Stern mit 31 Titeln gefolgt von Partizan mit 27 Titeln und OFK Belgrad mit fünf Meisterschaftssiegen. Amtierender Meister ist Roter Stern.

## Vereine
In der Saison 2024/25 spielten folgende Vereine in der SuperLiga:
| Team                   | Stadt        | Stadion                    | Kapazität |
| ---------------------- | ------------ | -------------------------- | --------- |
| FK TSC                 | Bačka Topola | TSC Arena                  | 4.500     |
| FK Čukarički           | Belgrad      | Stadion na Banovom brdu    | 4.070     |
| FK IMT Belgrad         | Belgrad      | Stadion FK IMT             | 1.150     |
| FK Jedinstvo Ub        | Ub           | Stadion Tamnava            | 3.214     |
| FK Mladost Lučani      | Lučani       | Stadion Mladost            | 5.944     |
| FK Napredak Kruševac   | Kruševac     | Stadion Mladost            | 10.3310   |
| FK Novi Pazar          | Novi Pazar   | Gradski stadion Novi Pazar | 12.0000   |
| OFK Belgrad            | Belgrad      | Omladinski stadion         | 19.1000   |
| FK Partizan Belgrad    | Belgrad      | Stadion Partizana          | 32.7100   |
| FK Radnički Kragujevac | Kragujevac   | Stadion Čika Dača          | 15.1000   |
| FK Radnički Niš        | Niš          | Stadion Čair               | 18.1510   |
| FK Roter Stern Belgrad | Belgrad      | Stadion Rajko Mitić        | 55.5380   |
| FK Spartak Subotica    | Subotica     | Gradski stadion Subotica   | 13.0000   |
| FK Tekstilac Odžaci    | Odžaci       | Gradski stadion Odžani     | 3.000     |
| FK Vojvodina           | Novi Sad     | Stadion Karađorđe          | 14.4580   |
| FK Železničar Pančevo  | Pančevo      | Stadion Železničar         | 0805      |

## Modus

### Bisherige Austragungsmodi
Seit der Gründung der Super liga am 5. August 2006 änderte sich das Spielsystem mehrfach. In den Spielzeiten 2007/08 und 2008/09 wurde während eines Meisterschaftsjahres insgesamt 33 Spieltage in zwei Teilen gespielt. Im ersten Teil wurde die normale Saison mit 22 Spieltagen ausgespielt, die sich in eine Hin- und Rückrunde unterteilte, wobei alle 12 Vereine der Super liga anhand eines vor der Saison festgelegten Spielplans zweimal aufeinander trafen; je einmal im eigenen Stadion und einmal im Stadion des Gegners. Danach wurden die Spielpaarungen für elf Spieltage einer dritten Runde neu ausgelost. Nach Abschluss der Saison 2007/08 stiegen die letzten zwei Mannschaften direkt in die Prva liga ab, während die zehntplatzierte Mannschaft ein Relegationsspiel gegen den Drittplatzierten aus der Prva liga bestritt. Ab der Saison 2009/10 entfiel der zweite Teil, sodass nur noch eine Hin- und Rückrunde mit insgesamt 30 Spieltagen ausgetragen wurde. Im Zuge des Übergangs vom bisherigen System auf das neue mit 16 Mannschaften, stieg nach der Saison 2008/09 nur der Letztplatzierte ab, während die Mannschaften auf den ersten fünf Plätzen der Prva liga in die Super liga aufgestiegen sind. Der Meister der Super liga startete die Qualifikation für die Champions League in der zweiten Runde. Die Mannschaften auf dem zweiten und dritten Platz begannen die Qualifikation der Europa League ebenfalls in der zweiten Runde, der nationale Pokalsieger in der dritten.
Im Gegensatz zu Deutschland müssen zu Saisonanfang und zur Winterpause jeweils maximal 25 Spieler für die Saison lizenziert werden. Spieler die über diese Kadergröße hinausgehen, können nicht am Spielbetrieb teilnehmen. Zusätzlich dürfen zwei U21-Spieler zum erweiterten Kader hinzugefügt werden.

### Aktueller Austragungsmodus
Seit der Saison 2015/16 besteht die Liga aus 16 Mannschaften, jedoch wurden Play-offs und Play-outs nach der regulären Saison eingeführt. Die Vereine treten zunächst in Hin- und Rückrunde gegeneinander an. Danach wird die Liga in zwei Endrunden geteilt, sodass die Mannschaften auf den Plätzen 1 bis 8 die Meisterschaftsrunde erreichen, in der sie in sieben Play-off-Spielen um die Meisterschaft spielen. Die Vereine auf den Rängen 9 bis 16 spielen in sieben Play-out-Spielen gegen den Abstieg. Schließlich wird nach Ende der Endrunde jeder Verein insgesamt 37 Spiele absolviert haben.

### Serbische SuperLiga (seit 2006)
Seit 2006 ist der Staat Serbien eigenständig.
| Saison  | Meister     | Vizemeister  | 3. Platz     | Torschützenkönig(e)                                                                        | Tore |
| ------- | ----------- | ------------ | ------------ | ------------------------------------------------------------------------------------------ | ---- |
| 2006/07 | Roter Stern | Partizan     | Vojvodina    | Srđan Baljak (Banat)                                                                       | 18   |
| 2007/08 | Partizan    | Roter Stern  | Vojvodina    | Nenad Jestrović (Roter Stern)                                                              | 13   |
| 2008/09 | Partizan    | Vojvodina    | Roter Stern  | Lamine Diarra (Partizan)                                                                   | 19   |
| 2009/10 | Partizan    | Roter Stern  | OFK          | Dragan Mrđa (Vojvodina)                                                                    | 22   |
| 2010/11 | Partizan    | Roter Stern  | Vojvodina    | Ivica Iliev (Partizan) Andrija Kaluđerović (Roter Stern)                                   | 13   |
| 2011/12 | Partizan    | Roter Stern  | Vojvodina    | Darko Spalević (Radnički)                                                                  | 19   |
| 2012/13 | Partizan    | Roter Stern  | Vojvodina    | Miloš Stojanović (Jagodina)                                                                | 19   |
| 2013/14 | Roter Stern | Partizan     | FK Jagodina  | Dragan Mrđa (Roter Stern)                                                                  | 16   |
| 2014/15 | Partizan    | Roter Stern  | Čukarički    | Patrick Friday Eze (Mladost Lučani)                                                        | 15   |
| 2015/16 | Roter Stern | Partizan     | Čukarički    | Aleksandar Katai (Roter Stern) Hugo Filipe Oliveira (Roter Stern)                          | 21   |
| 2016/17 | Partizan    | Roter Stern  | Vojvodina    | Uroš Đurđević (Partizan) Leonardo da Silva Souza (Partizan)                                | 24   |
| 2017/18 | Roter Stern | Partizan     | Radnički Niš | Aleksandar Pešić (Roter Stern)                                                             | 25   |
| 2018/19 | Roter Stern | Radnički Niš | Partizan     | Nermin Haskić (Radnički Niš)                                                               | 24   |
| 2019/20 | Roter Stern | Partizan     | Vojvodina    | Nenad Lukić (Bačka Topola) Nikola Petković (Javor Ivanjica) Vladimir Silađi (Bačka Topola) | 16   |
| 2020/21 | Roter Stern | Partizan     | Čukarički    | Milan Makarić (Radnik Surdulica)                                                           | 25   |
| 2021/22 | Roter Stern | Partizan     | Čukarički    | Ricardo Gomes (Partizan)                                                                   | 29   |
| 2022/23 | Roter Stern | TSC          | Čukarički    | Ricardo Gomes (Partizan)                                                                   | 19   |
| 2023/24 | Roter Stern | Partizan     | TSC          | Miloš Luković (IMT) Matheus Saldanha (Partizan)                                            | 17   |
| 2024/25 | Roter Stern | Partizan     | Novi Pazar   | Cherif Ndiaye (Roter Stern)                                                                | 19   |

| Verein      | Titel | Jahr                                                       |
| ----------- | ----- | ---------------------------------------------------------- |
| Partizan    | 8     | 2008, 2009, 2010, 2011, 2012, 2013, 2015, 2017             |
| Roter Stern | 10    | 2007, 2014, 2016, 2018, 2019, 2020, 2021, 2022, 2023, 2024 |

### Ewige Tabelle
In der ewigen Tabelle sind alle Spiele seit der Unabhängigkeit 2006 erfasst. Rekordmeister Partizan führt die Tabelle vor Lokalrivale Roter Stern und Vojvodina Novi Sad an. Alle drei Vereine sind neben OFK Belgrad die Einzigen, die an allen Spielzeiten teilgenommen haben.
Bläulich hinterlegte Vereine spielen in der Saison 2020/21 in der Super liga.
| Pl.                       | Verein                   | Jahre | Sp. | S   | U   | N   | T+  | T-  | Diff. | Punkte | Ø-Pkt. | Titel |
| ------------------------- | ------------------------ | ----- | --- | --- | --- | --- | --- | --- | ----- | ------ | ------ | ----- |
| 1.                        | FK Roter Stern Belgrad 1 | 14    | 456 | 339 | 67  | 50  | 959 | 333 | +626  | 1082   | 2,37   | 6     |
| 2.                        | FK Partizan Belgrad 1    | 14    | 456 | 320 | 77  | 59  | 928 | 326 | +602  | 1035   | 2,27   | 8     |
| 3.                        | FK Vojvodina Novi Sad    | 14    | 456 | 224 | 111 | 121 | 630 | 429 | +201  | 783    | 1,72   | –     |
| 4.                        | FK Čukarički             | 11    | 364 | 139 | 87  | 138 | 435 | 437 | −2    | 504    | 1,38   | –     |
| 5.                        | FK Rad                   | 12    | 391 | 115 | 99  | 177 | 374 | 494 | −120  | 444    | 1,14   | –     |
| 6.                        | FK Radnički Niš          | 8     | 268 | 118 | 70  | 80  | 355 | 296 | +59   | 424    | 1,58   | –     |
| 7.                        | OFK Belgrad              | 10    | 315 | 112 | 64  | 139 | 345 | 399 | −54   | 400    | 1,27   | –     |
| 8.                        | FK Javor Ivanjica        | 10    | 324 | 94  | 102 | 128 | 312 | 382 | −70   | 384    | 1,19   | –     |
| 9.                        | FK Napredak Kruševac     | 9     | 297 | 97  | 73  | 127 | 328 | 374 | −46   | 364    | 1,23   | –     |
| 10.                       | FK Borac Čačak           | 10    | 329 | 89  | 89  | 151 | 277 | 408 | −131  | 356    | 1,08   | –     |
| Stand: Saisonende 2019/20 |                          |       |     |     |     |     |     |     |       |        |        |       |

## Zuschauer
Den höchsten Zuschauerschnitt der Liga weisen konstant die beiden großen Belgrader Vereine Roter Stern und Partizan auf.
| Saison                | Anzahl Spiele | Anzahl Zuschauer | Zuschauer pro Spiel |
| --------------------- | ------------- | ---------------- | ------------------- |
| 2010/11               | 240           | 592.359          | 2.468               |
| 2011/12               | 232           | 883.765          | 3.809               |
| 2012/13               | 240           | 790.537          | 3.294               |
| 2013/14               | 232           | 868.545          | 3.744               |
| 2014/15               | 240           | 580.206          | 2.418               |
| 2015/16               | 240           | 615.831          | 2.566               |
| 2015/16 Meisterschaft | 28            | 114.273          | 4.081               |
| 2015/16 Abstieg       | 28            | 25.150           | 898                 |
| 2016/17               | 240           | 502.862          | 2.095               |
| 2016/17 Meisterschaft | 28            | 151.570          | 5.413               |
| 2016/17 Abstieg       | 28            | 24.200           | 896                 |
| 2017/18               | 240           | 436.972          | 1.821               |
| 2017/18 Meisterschaft | 28            | 147.512          | 5.268               |
| 2017/18 Abstieg       | 28            | 20.550           | 734                 |
| 2018/19               | 240           | 473.865          | 1.974               |
| 2018/19 Meisterschaft | 28            | 144.912          | 4.104               |
| 2018/19 Abstieg       | 28            | 28.100           | 1.004               |
| 2019/20               | 240           | 458.133          | 1.909               |

## Ausländische Spieler in der SuperLiga
In der Saison 2009/10 spielten 56 Ausländer in der SuperLiga. Über die meisten ausländischen Spieler verfügte die Vojvodina (10 Spieler). Es folgten Roter Stern Belgrad, Partizan Belgrad und Rad Belgrad mit je sechs Spielern. Die meisten ausländischen Spieler stammten aus Montenegro (15 Spieler), allerdings spielten in der SuperLiga auch zehn Brasilianer mit.
Seit der Saison 2010/11 dürfen pro Mannschaft nur noch maximal fünf Spieler mit nichtserbischen Pässen lizenziert werden, ab der Saison 2011/12 nur noch vier.

## Sponsoren
Die SuperLiga hat drei Sponsoren:
- Apatiner Brauerei ist der Hauptsponsor der Liga, nach deren bekanntestem Bier, dem Jelen Bier, sie benannt ist.
- Nike ist offizieller Ballsponsor.
- Western Union ist Sponsorenpartner.

## TV-Rechte
Bis zur Saison 2014/15 hat die Hauptrechte der private Pay-TV-Sender Arenasport die Rechte für die Übertragungen der Jelen SuperLiga. Zusätzlich haben der öffentlich-rechtliche Sender Radio-Televizija Srbije und der Privatsender Prva (nur Heimspiele von Roter Stern Belgrad) die Rechte für je ein Spiel pro Spieltag erworben.

## UEFA-Fünfjahreswertung
Platzierung in der UEFA-Fünfjahreswertung:
(in Klammern die Vorjahresplatzierung). Die Kürzel CL, EL und CO hinter den Länderkoeffizienten geben die Anzahl der Vertreter in der Saison 2026/27 der Champions League, der Europa League sowie der Conference League an.
- 20.  (25)  Schweden (Liga, Pokal) – Koeffizient: 27.125 – CL: 1, EL: 1, CO: 2
- 21.  (20)  Kroatien (Liga, Pokal) – Koeffizient: 27.025 – CL: 1, EL: 1, CO: 2
- 22.  (19)  Serbien (Liga, Pokal) – Koeffizient: 25.500 – CL: 1, EL: 1, CO: 2
- 23.  (18)  Ukraine (Liga, Pokal) – Koeffizient: 24.400 – CL: 1, EL: 1, CO: 2
- 24.  (24)  Ungarn (Liga, Pokal) – Koeffizient: 24.000 – CL: 1, EL: 1, CO: 2

Stand: Ende der Europapokalsaison 2024/25

## Qualifikation für europäische Wettbewerbe
Nach der Europapokalsaison 2022 sprang Serbien in der 5-Jahreswertung von Platz 16 auf Platz 11. Dadurch erhöht sich die Teilnehmerzahl an internationalen Wettbewerben von 4 auf 5.
Die aktuelle Zusammensetzung sieht wie folgt auf:
- Der Meister qualifiziert sich für die Gruppenphase der UEFA Champions League und der Vizemeister steigt in der 3. Qualifikationsrunde der Champions League ein.
- Der Pokalsieger nimmt an den Play-offs zur UEFA Europa League teil.
- Der 3. der Liga startet in der 3. Qualifikationsrunde der UEFA Europa Conference League.
- Der 4. der Liga startet in der 2. Qualifikationsrunde der UEFA Europa Conference League.
- Hat sich der Pokalsieger über die Liga für die Champions League qualifiziert, fällt der Europe-League-Platz an den Drittplatzierten und der 5. der Liga erhält einen Startplatz in der Conference League.
- Belegt der Pokalsieger Platz 3 oder 4 in der Liga, qualifiziert sich der 5. der Liga für die Conference League.